# Kim Poirier

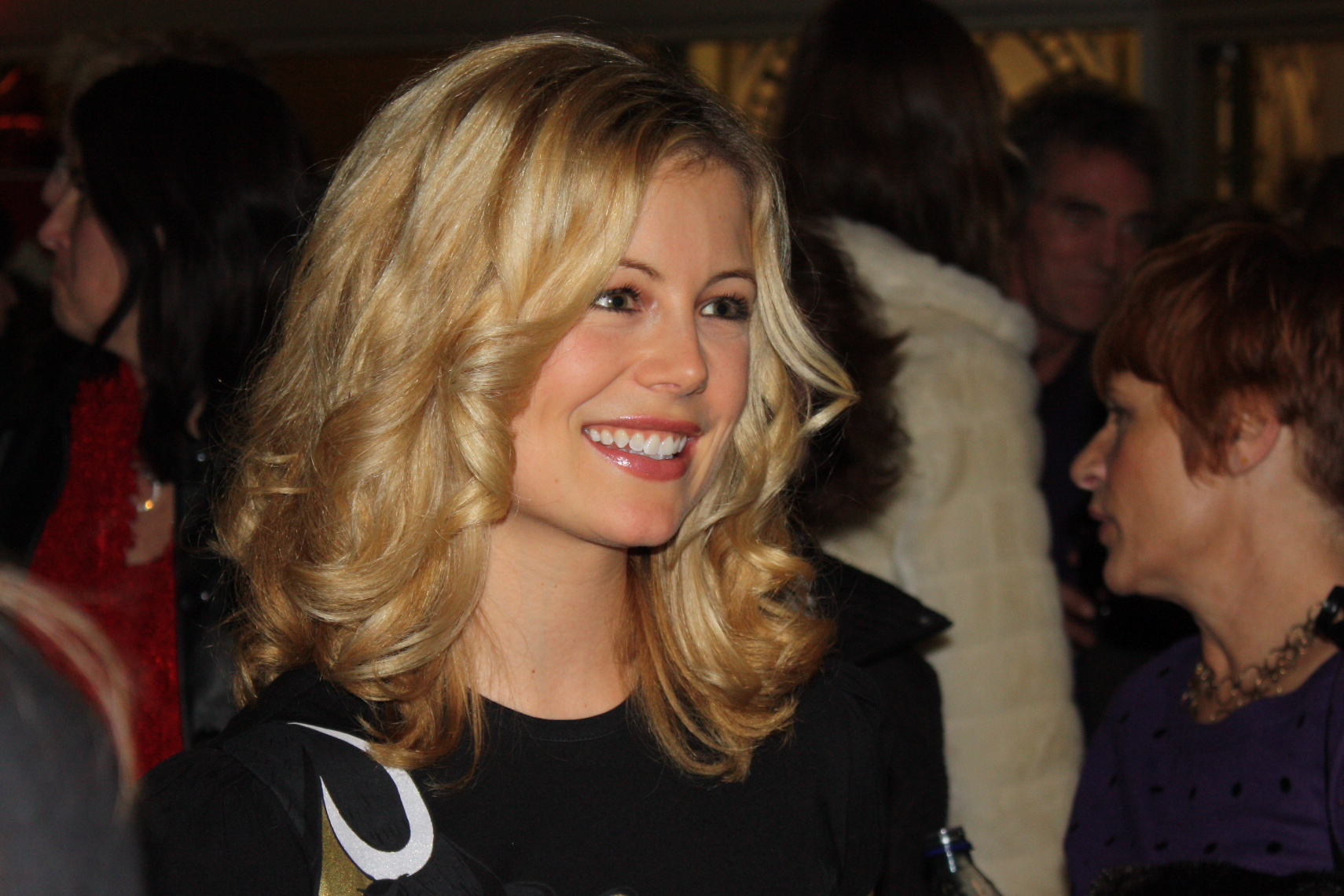
Kim Poirier (2010)

Kim Jacinthe Poirier (* 6. Februar 1980 in Drummondville, Québec) ist eine kanadische Schauspielerin, Sängerin und Fernsehmoderatorin.

## Leben
Die in Drummondville geborene Poirier wuchs ab dem Alter von zwei Jahren in Toronto auf.
Sie spielte in allen Staffeln der kanadischen Seifenoper Paradise Falls die Rolle der Roxy Hunter. Es folgten Rollen in Kinofilmen wie Meuterei unter Wasser – USS Lansing antwortet nicht (2001) und American Psycho II: Der Horror geht weiter (2002). 2003 hatte sie einen Gastauftritt in der Fernsehserie Largo Winch – Gefährliches Erbe. Im Jahr 2004 trat sie neben Sarah Polley, Ving Rhames und Mekhi Phifer in Zack Snyders Horror-Remake Dawn of the Dead auf. Im selben Jahr spielte sie im Science-Fiction-Film Todes-Date die Rolle der Constance. Sie übernahm diese auch in der Fortsetzung Todes-Date 2 aus dem Jahr 2007.
Von 2005 bis 2008 moderierte Poirier die kanadische Fernsehsendung HypaSpace. 2009 sang Poirier in der Band Jacqui Judge & Rouge. Im Jahr 2011 übernahm sie neben Jason Mewes und William Sadler eine der Hauptrollen im Film Silent But Deadly.

## Filmografie (Auswahl)
- 1996: PSI Factor – Es geschieht jeden Tag (PSI Factor: Chronicles of the Paranormal, Fernsehserie, eine Folge)
- 1998: Straight Up (Fernsehserie, eine Folge)
- 1998: Naked City – Justice with a Bullet (Naked City: Justice with a Bullet, Fernsehfilm)
- 1999: Die Jagd nach dem Unicorn-Killer (The Hunt for the Unicorn Killer, Fernsehfilm)
- 2000: A Bachelor’s Guide to Seduction in the Kitchen (Fernsehfilm)
- 2000: Rated X (Fernsehfilm)
- 2001–2008: Paradise Falls (Fernsehserie, 103 Folgen)
- 2001: Meuterei unter Wasser – USS Lansing antwortet nicht (Danger Beneath the Sea)
- 2002: Sieh dich nicht um (Pretend You Don’t See Her)
- 2002: American Psycho II: Der Horror geht weiter (American Psycho II: All American Girl)
- 2002: Undressed – Wer mit wem? (Undressed, Fernsehserie, vier Folgen)
- 2002: Ratten - Sie sind überall! (The Rats, Fernsehfilm)
- 2003: Largo Winch – Gefährliches Erbe (Largo Winch, Fernsehserie, eine Folge)
- 2004: Todes-Date (Decoys)
- 2004: Dawn of the Dead
- 2004: While I Was Gone (Fernsehfilm)
- 2005: The Archer
- 2007: Todes-Date 2 (Decoys 2: Alien Seduction)
- 2007: How I Married My High School Crush (Fernsehfilm)
- 2009–2011: Eureka – Die geheime Stadt (Eureka, Fernsehserie, zwei Folgen)
- 2010: Mad Men (Fernsehserie, eine Folge)
- 2010: Foodland
- 2011: Normal (Fernsehfilm)
- 2011: Silent But Deadly
- 2012: Awaken
- 2013: No Ordinary Hero: The SuperDeafy Movie
- 2013: M Is for Milf (Kurzfilm)
- 2015: No Solicitors